# Aeonium simsii
Aeonium simsii és una espècie de planta amb flor subtropical amb fulles suculentes que pertany al gènere Aeonium de la família de les crassulàcies. A. simsii és un endemisme de l'illa de Gran Canària a les Illes Canàries. Aeonium simsii va ser descrita per (Sw.) Stearn i publicat a The Gardeners' Chronicle, ser. 3 130: 169. 1951. L'epítet específic simsii està dedicat al botànic anglès John Sims (1749-1831).
Pertany al grup d'espècies herbàcies amb la base llenyosa. Les flors són de color groc i les fulles, disposades en denses rosetes, posseeixen glàndules linears al revers i cilis llargs i hialins a la vora.